# Грамматикопулу, Валентини
Валентини Грамматикопулу (греч. Βαλεντίνη Γραμματικοπούλου; род. 9 февраля 1997, Килкис) — греческая теннисистка. Финалистка одного турнира WTA в парном разряде; победительница двух турниров WTA 125 (из них один — в одиночном разряде); победительница сорока восьми турниров ITF (из них пятнадцать — в одиночном разряде).
С 2014 года Грамматикопулу представляет Грецию на Кубке Билли Джин Кинг, где её рекорд W/L: 26—14.

## Биография
Валентини Грамматикопулу родилась 9 февраля 1997 года в городе Килкис, в Греции.

## Спортивная карьера
В 2013—2023 годах стала победительницей пятнадцати турниров ITF в одиночном разряде.
И в 2014—2024 годах стала победительницей ещё тридцати трёх турниров ITF (где из них один 100-тысячный турнир ITF W100 и два 75-тысячных турнира ITF W75) в парном разряде.

### 2021
В середине июля 2021 года стала финалисткой грунтового турнира WTA 250 Открытый чемпионат Швейцарии среди женщин в Лозанне (Швейцария) в парном разряде вместе с норвежкой Ульрикке Эйкери, где в финале они проиграли швейцаркам Симоне Вальтерт и Сузан Бандекки со счётом 3-6, 7-6(3), [5:10].
На этом же турнире в одиночном разряде она в первом круге проиграла итальянке Жасмин Паолини со счётом 3-6, 6-4, 5-7.

## Рейтинг на конец года
| Год  | Одиночный рейтинг | Парный рейтинг |
| 2023 | 217               | 121            |
| 2022 | 200               | 179            |
| 2021 | 185               | 144            |
| 2020 | 266               | 231            |
| 2019 | 265               | 287            |
| 2018 | 165               | 235            |
| 2017 | 212               | 305            |
| 2016 | 214               | 176            |
| 2015 | 358               | 445            |
| 2014 | 621               | 727            |
| 2013 | 520               | 1192           |